# Emmering (Ebersberg)
Pour les articles homonymes, voir Emmering.
Emmering est une commune de Bavière (Allemagne), située dans l'arrondissement d'Ebersberg, dans le district de Haute-Bavière.